# Penny Pitou
Penny Pitou, född 8 oktober 1938 i Bayside, är en amerikansk före detta alpin skidåkare.
Pitou blev olympisk silvermedaljör i storslalom och i störtlopp vid vinterspelen 1960 i Squaw Valley.